# غار زئوس

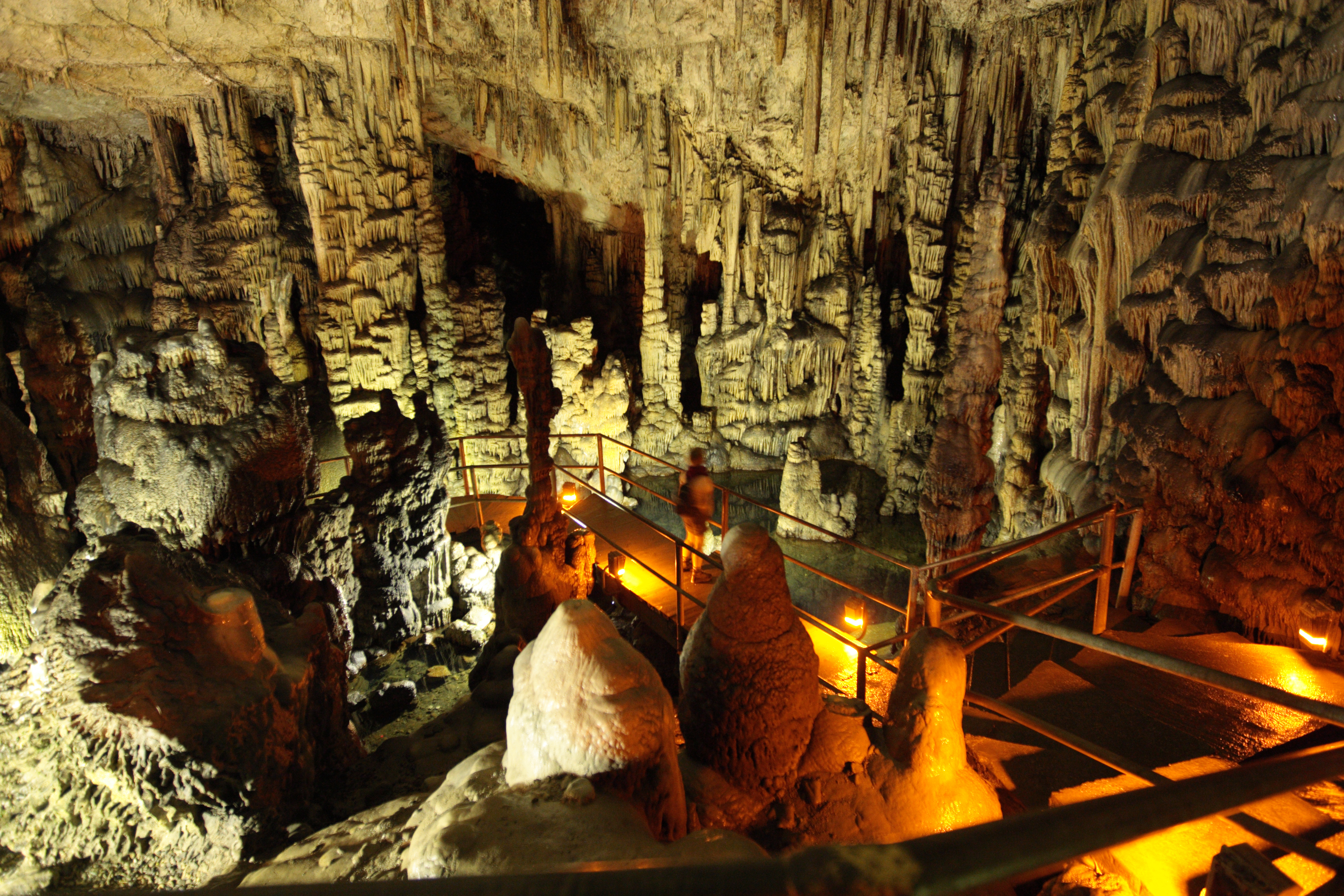
نمایی از درون غار زئوس - ۲۰۰۹

غار زئوس (یونانی: Σπήλαιο Ψυχρού) یک غار مقدس مینوسی‌ها باستانی در فلات لاسیتی در ناحیه لاسیتی در شرق کرت است. یکی از مکان‌های احتمالی تولد زئوس است. افسانه‌های دیگر محل تولد زئوس را غار ایدائین در کوه کوه ایدا (یونان) می‌دانند. به گفته هزیود، تئوگونی (۴۷۷–۴۸۴)، رئا (اسطوره) زئوس را در لیکتوس به دنیا آورد و او را در غاری از کوه Aegaeon پنهان کرد.